# Présentations du front et du bregma
 (décembre 2021).
Si vous disposez d'ouvrages ou d'articles de référence ou si vous connaissez des sites web de qualité traitant du thème abordé ici, merci de compléter l'article en donnant les références utiles à sa vérifiabilité et en les liant à la section « Notes et références ».
Lors d'un accouchement, le front et le bregma sont des présentations de la tête fœtale à l'entrée du bassin maternel avec une flexion variable :
- peu fléchie pour un bregma
- droite (attitude « militaire ») pour un front

La réussite de l'accouchement par les voies naturelles est en fait dépendante de cette flexion, qui peut varier au cours du travail :
- Si la tête fœtale parvient à se fléchir et à adopter alors la position bregma, voire la position sommet mal fléchi, l'accouchement normal est possible à condition que l'enfant ne soit pas trop gros.
- Si la tête fœtale ne parvient pas à se fléchir, elle reste en position du front et la césarienne est obligatoire, au risque d'aboutir à un enclavement de la présentation.

Plus d'informations : Présentation fœtale